# Ford Consul
La Ford Consul est une voiture produite par le constructeur automobile américain Ford au Royaume-Uni de 1951 à 1962. Le nom a été par la suite relancé pour un modèle produit par Ford Royaume-Uni et Ford Allemagne de 1972 à 1975.
Entre 1951 et 1962, la Consul était le modèle de base à quatre cylindres de la gamme Ford Zephyr qui comprenait trois modèles, la Zephyr Consul, la Zephyr et la Zephyr Zodiac. En 1956, la gamme a été restylée. En 1962, la Consul a été remplacée par la Zephyr Mk IV. Le modèle Zephyr de milieu de gamme devient la Zephyr Mk VI et la Zephyr Zodiac haut de gamme s'appelant juste Zodiac. À ce stade, la Consul est devenue une gamme à part entière de voitures plus petites, initialement la Ford Consul Classic et la Ford Consul Capri, bientôt rejointes par la Ford Consul Cortina, encore plus petite. La Consul Classic n'a été fabriquée que d'août 1961 à mars 1963, avant d'être remplacée par la Ford Consul Corsair. La Consul Capri a été fabriquée d'octobre 1961 à août 1964.
La Consul Classic, la Consul Capri et la Consul Corsair (fabriquées de 1963 à 1970) ont été de relativement courte durée, mais la Ford Cortina, après avoir perdu comme la Corsair, le surnom "Consul" en 1964, est devenue un best seller. Le nom Consul a de nouveau été utilisé par Ford de 1972 à 1975 pour remplacer la gamme Zephyr, partageant désormais une carrosserie avec la plus luxueuse Ford Granada Mark I. Le nom Ford Capri du coupé deux portes a également été réintroduit en 1969 et a survécu jusqu'en 1986.

## Ford Consul EOTA (1951-1956)
La Consul quatre cylindres de 1 500 cm3 a été présentée pour la première fois au Salon de l'automobile de Londres en 1950. Ce fut le début de l'attaque réussie de Ford Royaume-Uni sur le marché des berlines familiales. Avec sa compagne d'écurie la Zephyr, c'était la première Ford britannique avec une construction monocoque moderne. La Zephyr Six a remplacé la Pilot V8 à plus gros moteur qui n'avait été fabriquée qu'en petit nombre. La Consul a reçu le code de Ford EOTA. La plupart des voitures étaient des berlines quatre portes conçues par George Walker de la société mère américaine, la Ford Motor Company, mais quelques breaks ont été fabriqués par le carrossier Abbott. À partir de 1953, une conversion en cabriolet de Carbodies est devenue disponible. Ayant perdu l'essentiel de sa solidité sans son toit, le cadre monocoque a été renforcé par soudure d'un grand châssis en X au plancher. Contrairement à la Zephyr plus chère, la capote du toit décapotable devait être montée et abaissée manuellement.
C'était également la première voiture construite avec une technologie récente. Le nouveau moteur de 1 508 cm3 de 47 ch (35 kW) était équipé de soupapes en tête et embrayage hydraulique, ce qui en 1950 était une caractéristique inhabituelle. Cependant, une boîte à trois vitesses, avec synchronisation uniquement sur le deuxième et le dernier rapport, a été retenue. La Consul a également été la première voiture de production britannique à utiliser une suspension avant indépendante à jambe de force MacPherson, désormais courante.
La banquette avant était garnie de PVC, et le frein à main était actionné par un levier de style parapluie sous le tableau de bord. Les essuie-glaces utilisaient le système à aspiration désuet, mais qui provenait d'une pompe à aspiration reliée à la pompe à carburant entraînée par arbre à cames au lieu du collecteur d'admission comme sur les applications antérieures de cet arrangement de Ford. Clairement soucieux de garder une image positive, un essai routier réalisé en 1950 par le magazine britannique Autocar a rapporté que les essuie-glaces étaient "exempts de l'inconvénient des premiers essuie-glaces à aspiration qui s'arrêtaient lors de grande accélération... et épargnent la batterie". Le tableau de bord initial était un panneau plat et symétrique avec une instrumentation et une boîte à gants interchangeables. Mais à partir de septembre 1952, un tableau de bord asymétrique redessiné a été installé. Les instruments, composés d'un indicateur de vitesse, d'un ampèremètre et d'une jauge de carburant, ont été placés dans un boîtier au-dessus de la colonne de direction, avec une très large étagère sur laquelle une radio pouvait être placée en option.
Une voiture testée par The Motor en 1953 avait une vitesse de pointe de 116 km/h et pouvait accélérer de 0 à 97 km/h en 28 secondes. Une consommation de carburant de 11 litres aux 100 km a été enregistrée. La voiture d'essai coûtait 732 £, taxes comprises.

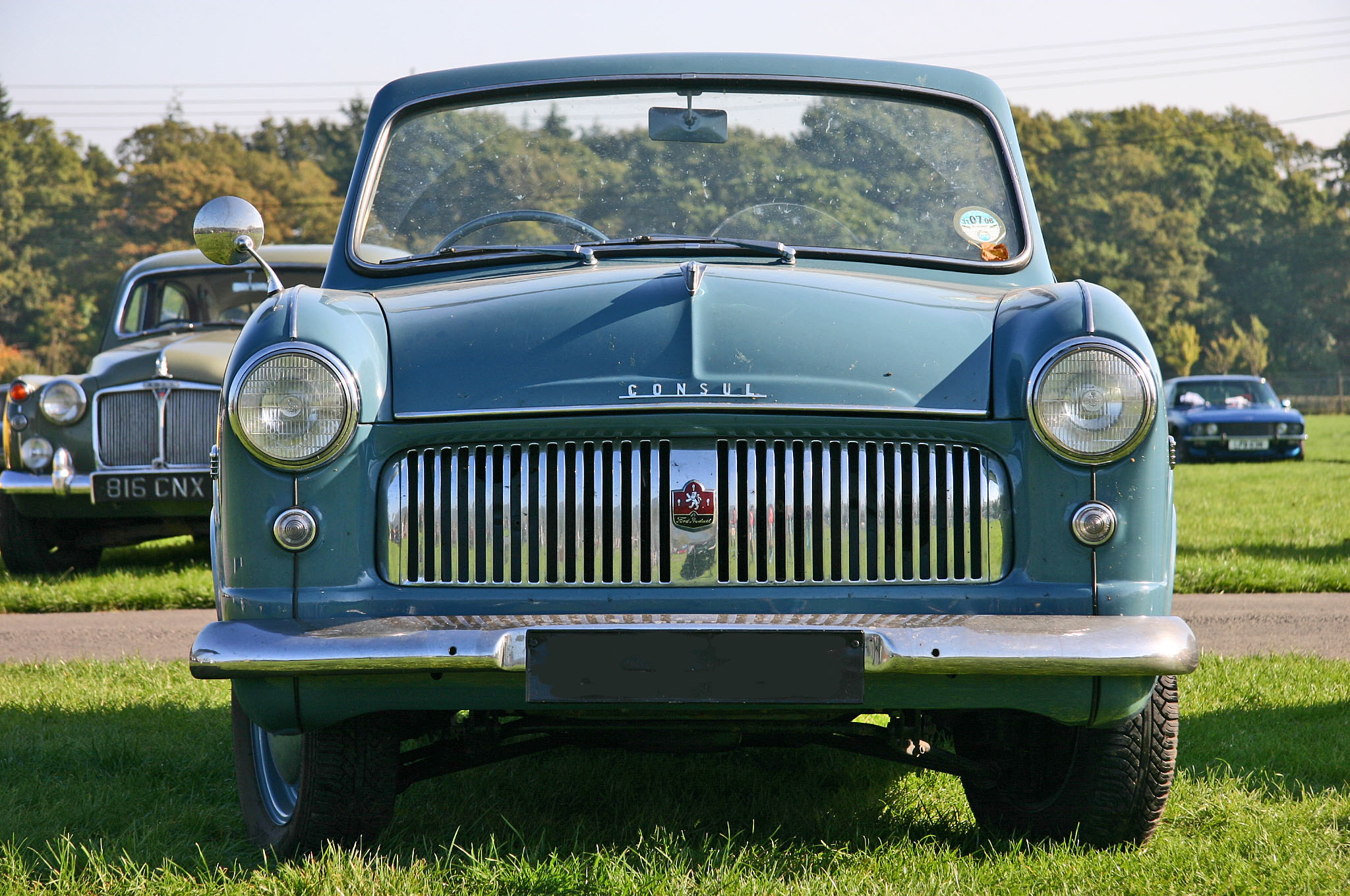
Ford Consul Cabriolet (EOTA)
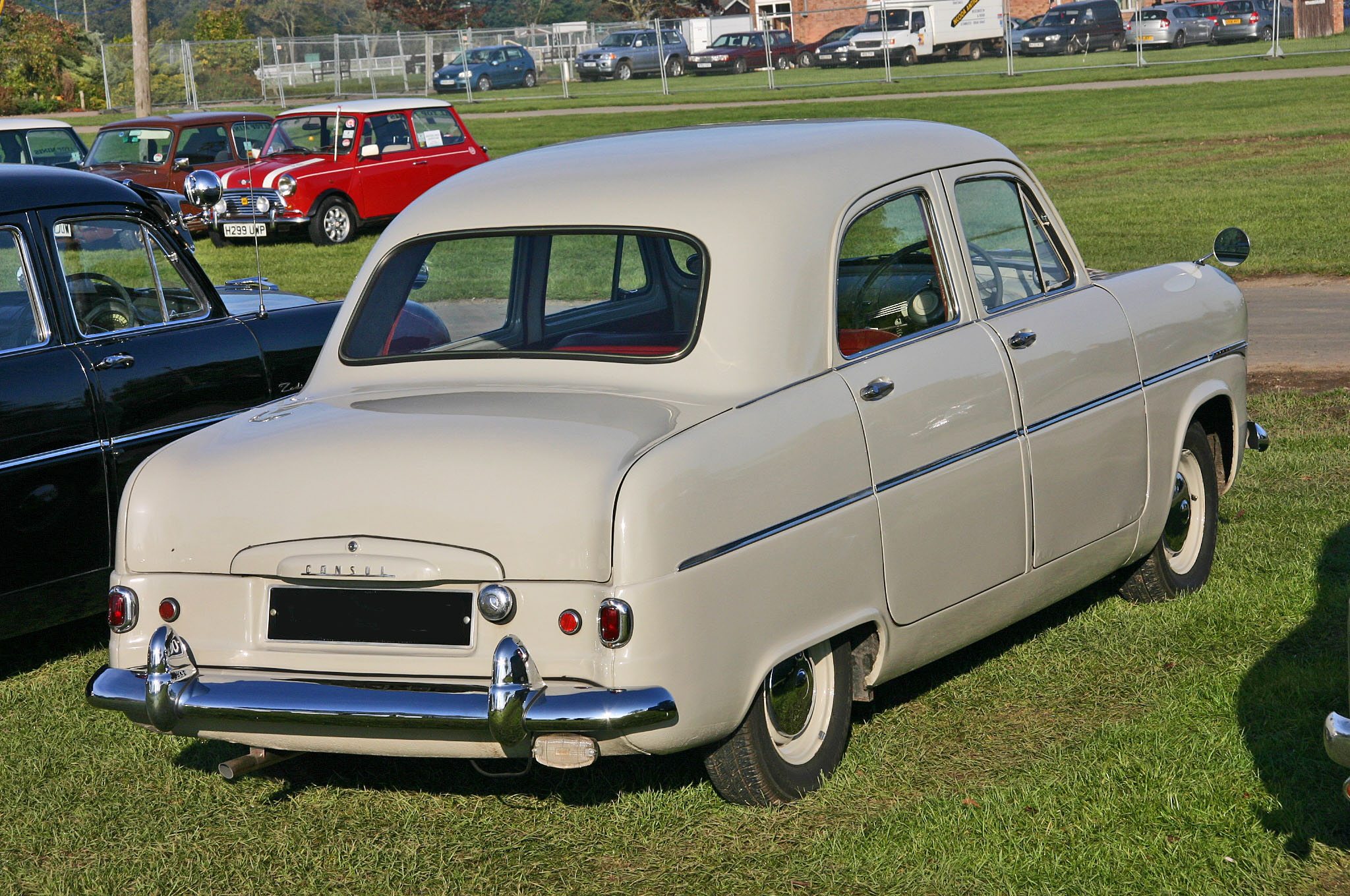
Ford EOTA Consul
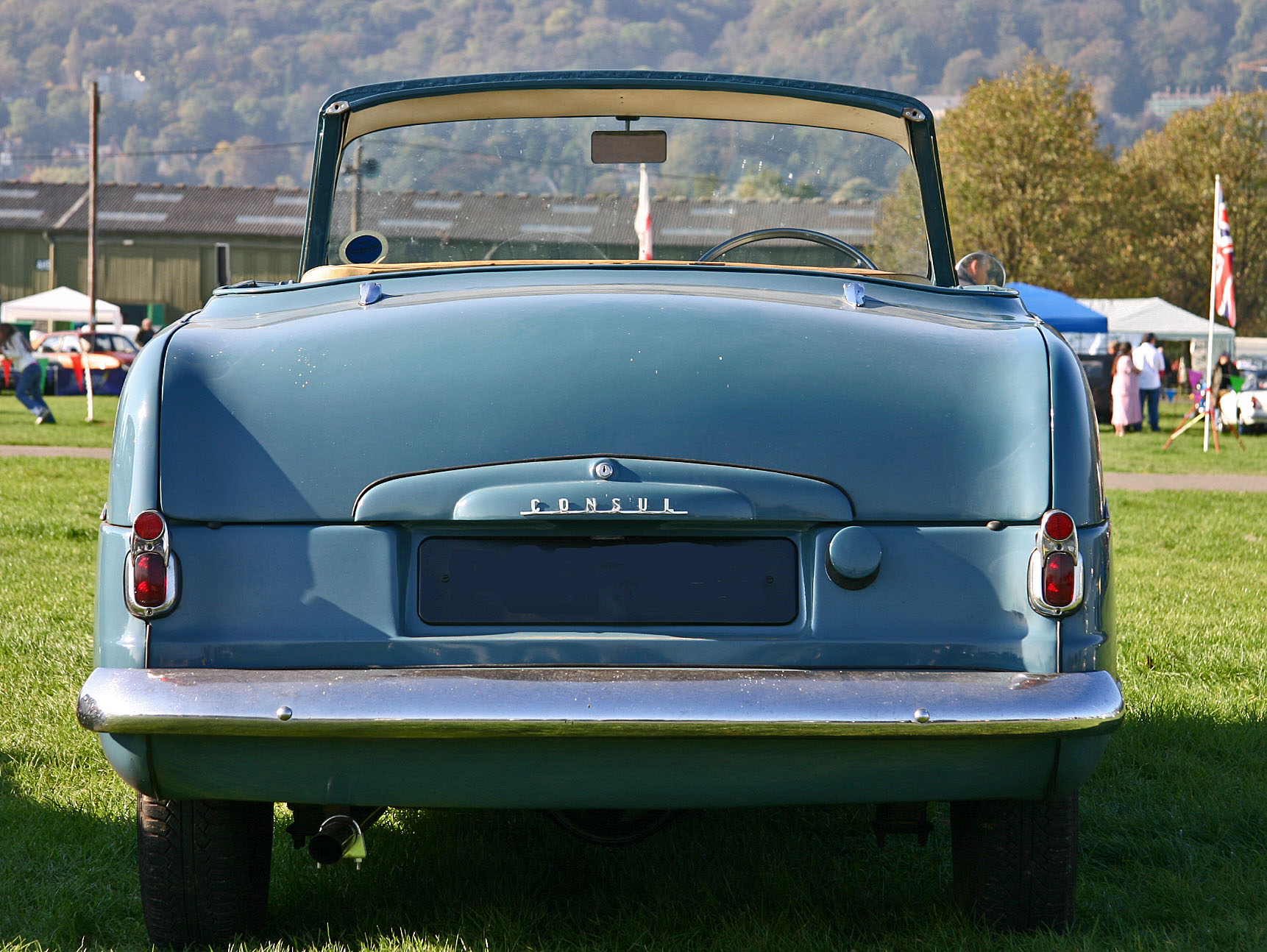
A 1952 Consul
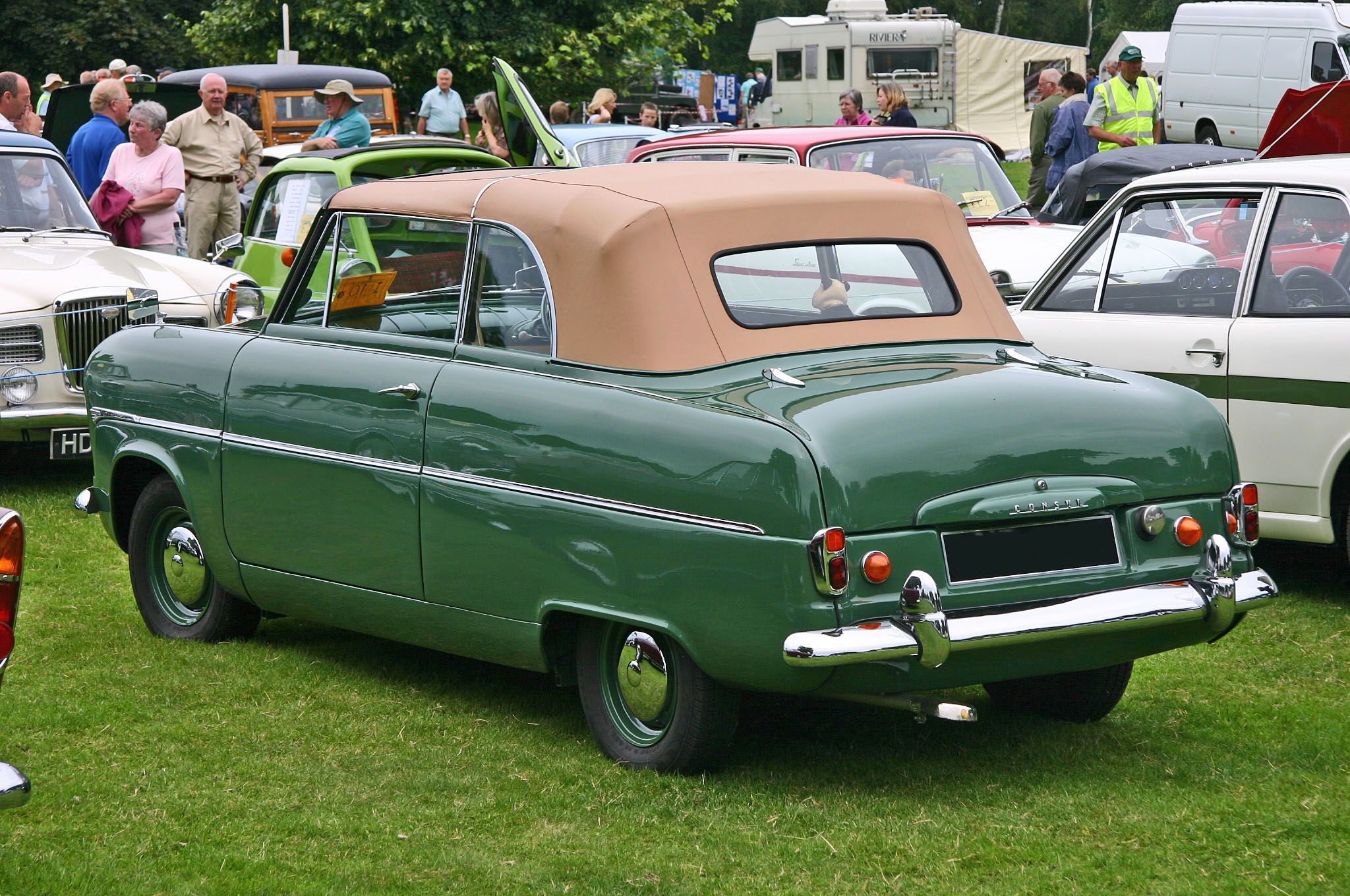
Carbodies Cabriolet
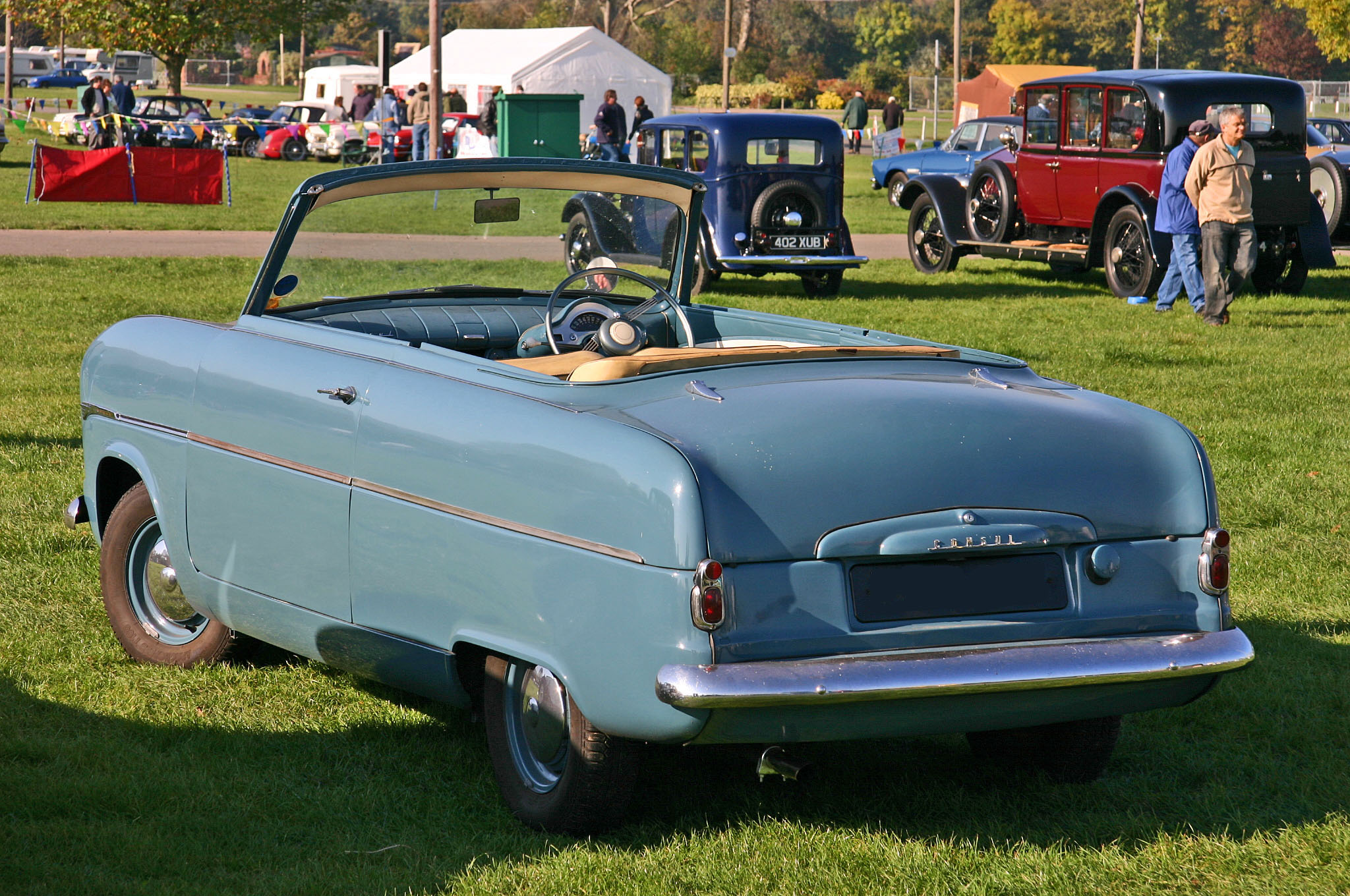
Consul de haut en bas
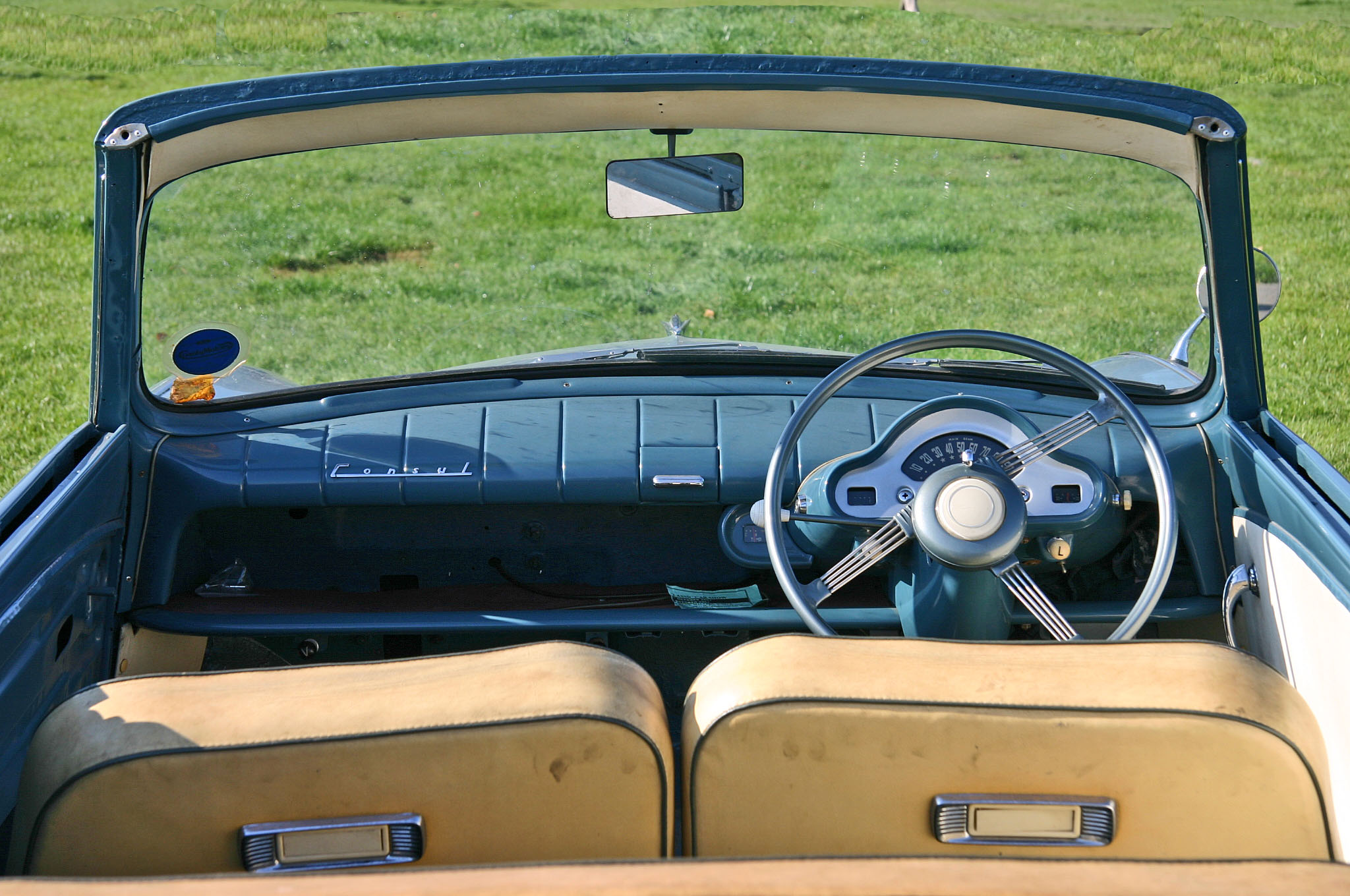
À l'intérieur d'une Consul
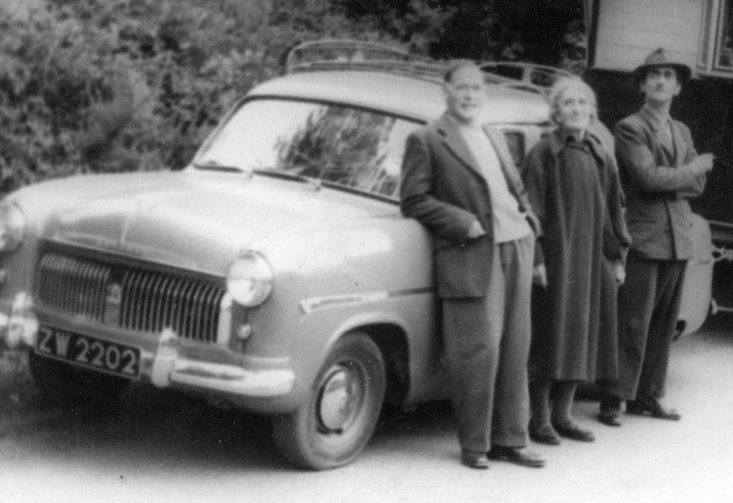
Ford Consul - photographie contemporaine
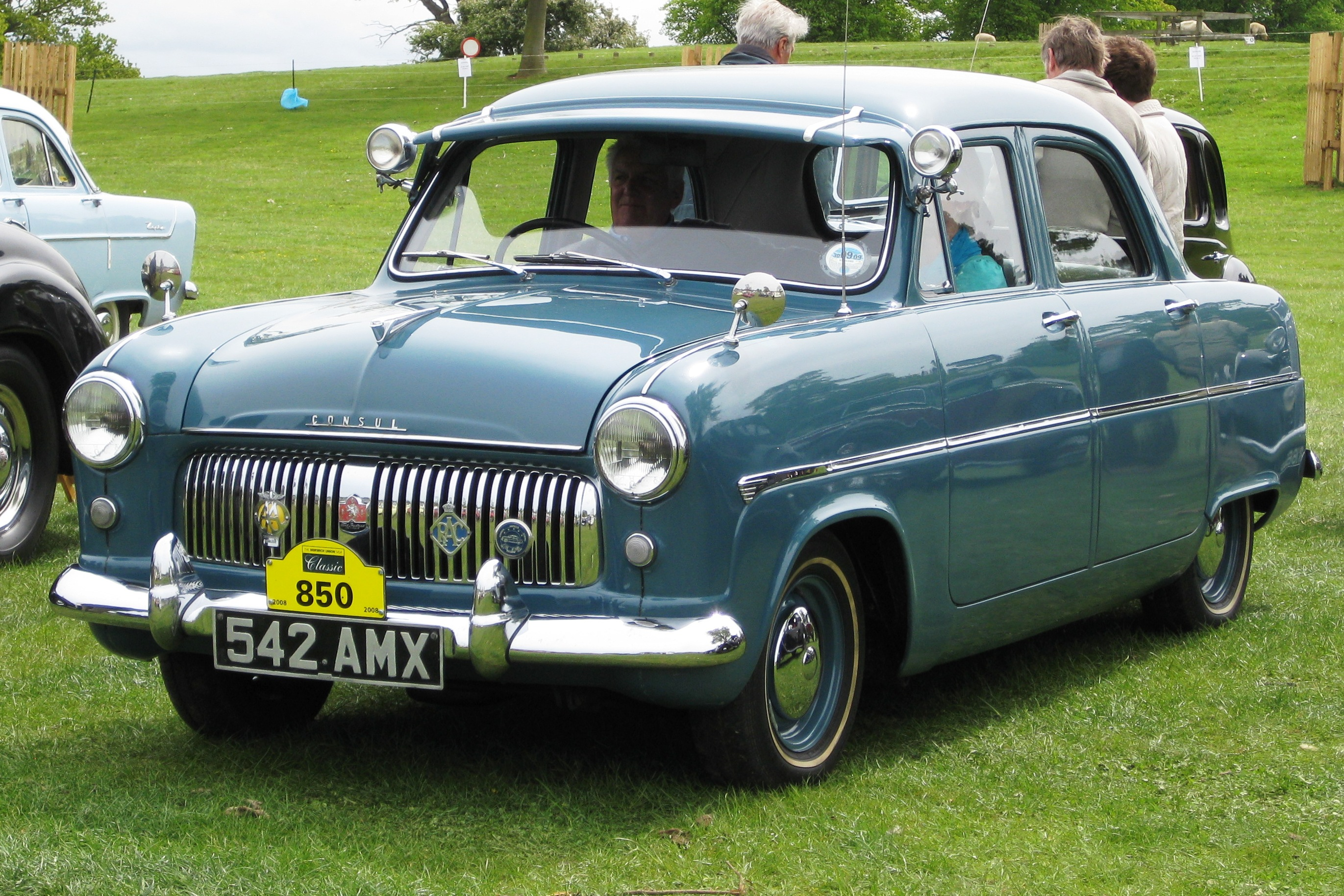
Ford Consul berline quatre portes de l'avant (1954)

## Ford Consul Mark II (1956-1962)
En 1956, une nouvelle Consul est apparue sous le code 204E de Ford. La voiture était toujours le sous-modèle à quatre cylindres de la gamme Zephyr, avec laquelle elle partageait la même carrosserie de base. Comparé à l'originale, elle avait un empattement plus long, un plus gros moteur de 1 703 cm3 développant 59 ch (44 kW) et un restylage complet, empruntant des indices de styles aux modèles américains Thunderbird et Fairlane de 1956. Une chose qui n'a pas été mise à jour était les essuie-glaces, qui fonctionnaient toujours par aspiration. Le profil du toit a été abaissé en 1959 sur la version Lowline de la Mark II, qui avait également des feux arrière redessinés et une grande partie extérieur en acier inoxydable brillant. Les freins à disque avant avec servo à dépression sont apparus en option en 1960 et sont devenus de série en 1961 (freins à tambour aux quatre roues uniquement en Australie). Le nom est devenu Consul 375 à la mi-1961.
La version cabriolet fabriquée par Carbodies a continué. Une version Deluxe avec une couleur de toit contrastée et des spécifications d'équipement plus élevées a été ajoutée en 1957. Le marché australien avait des versions coupé utilitaire (pick-up) et break fabriqués d'usine, ainsi qu'une version de la berline de conception locale. Elles ont également été importées par Ford Canada comme compagne de la Falcon.
Une Consul Mark II testée par The Motor en 1956 avait une vitesse maximale de 128 km/h et pouvait accélérer de 0 à  97 km/h en 23,2 secondes. Une consommation de carburant de 12,8 litres aux 100 km a été enregistrée. La voiture d'essai coûtait 781 £, taxes comprises.

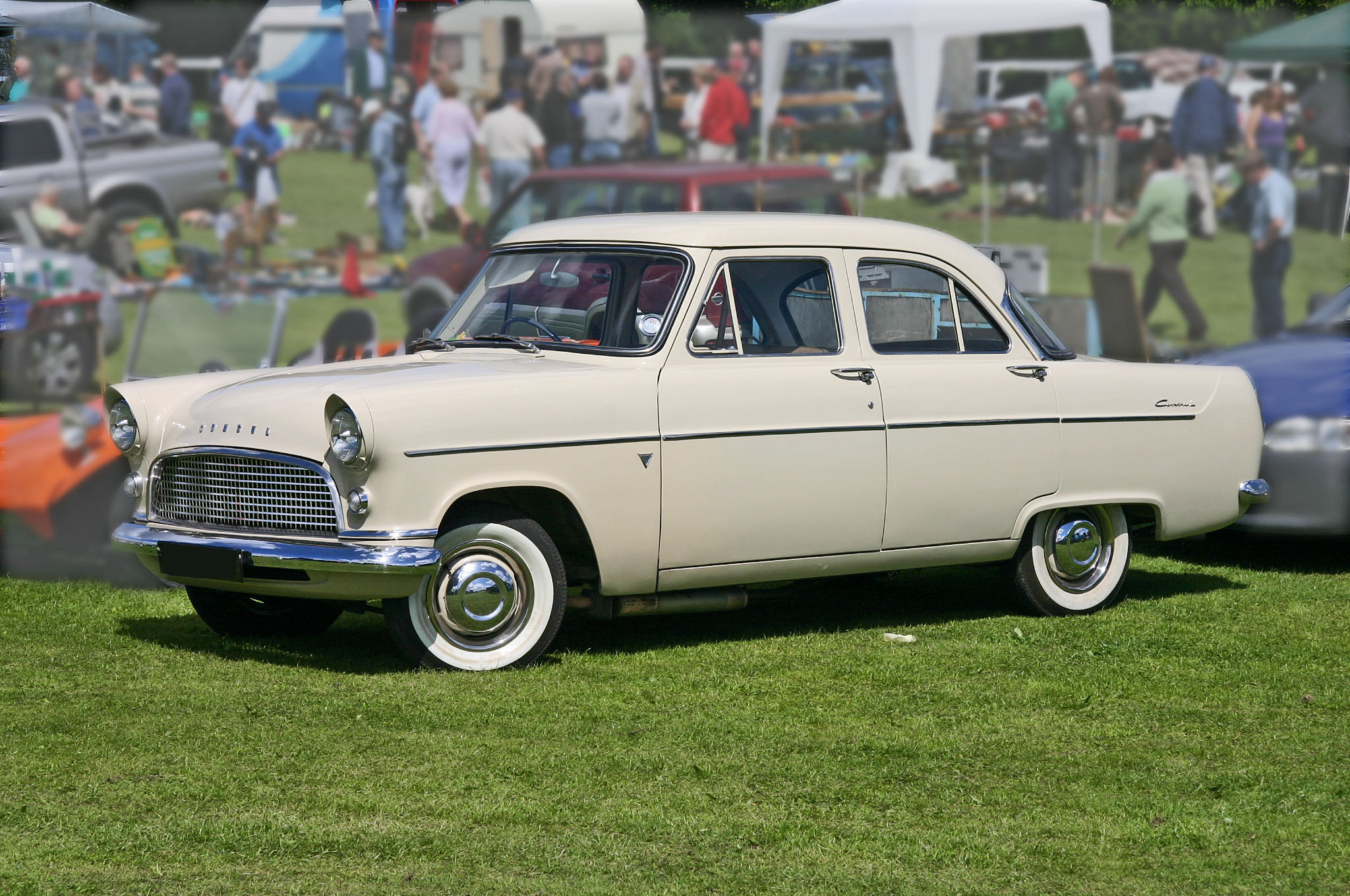
Ford Consul Mark II (Highline)
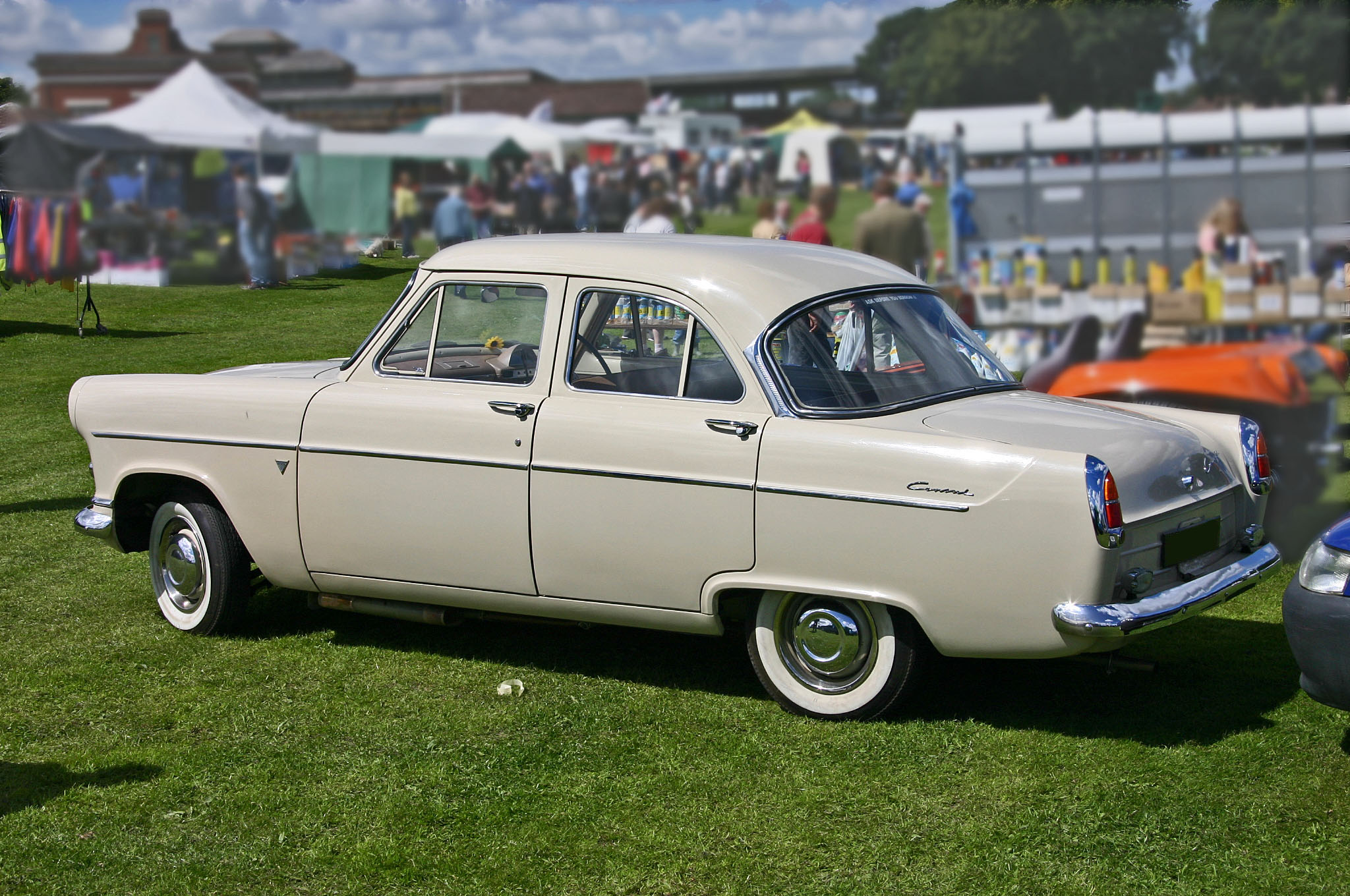
Ford Consul Mark II (Highline)
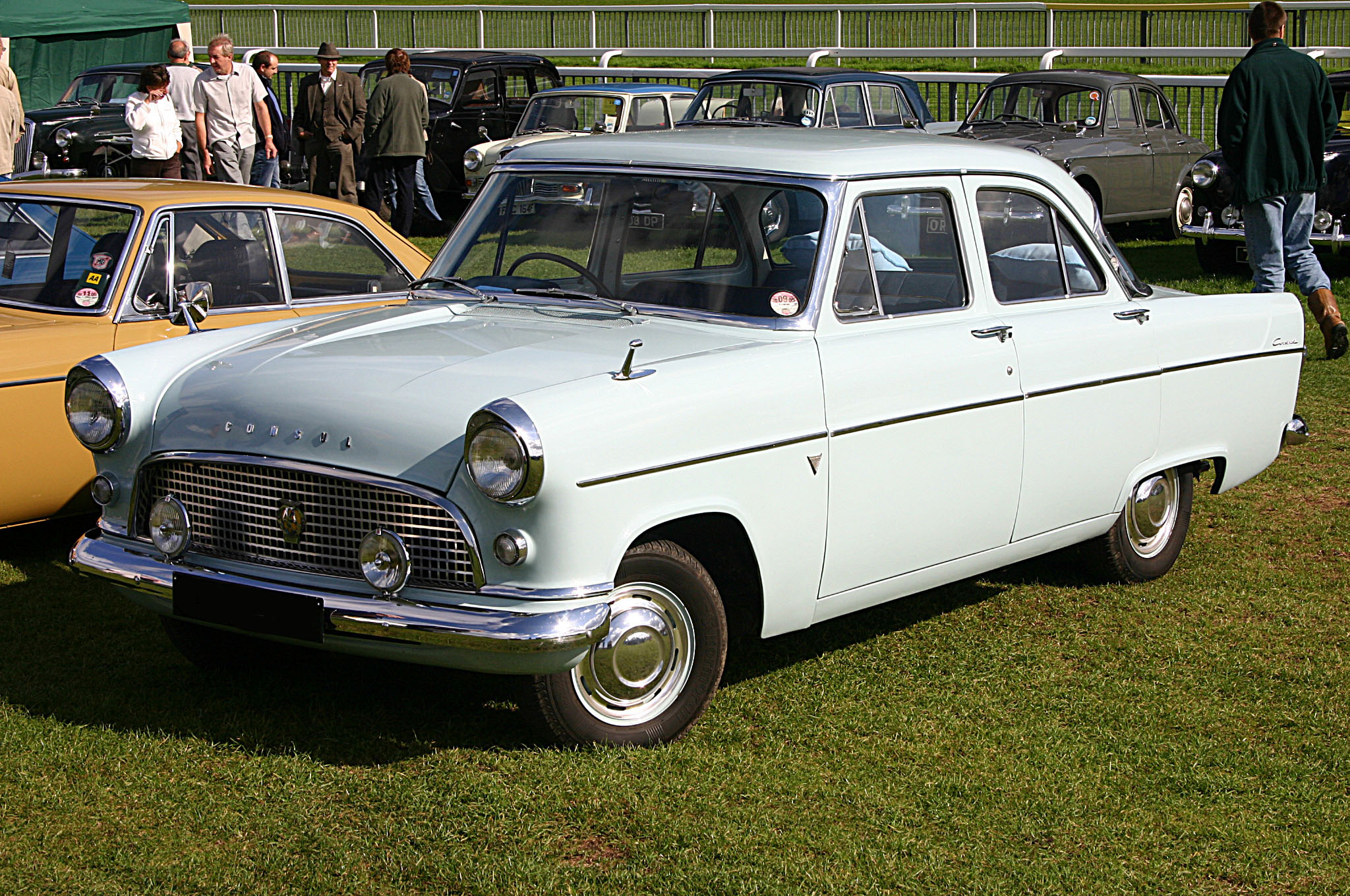
Ford Consul Mark II (Lowline)
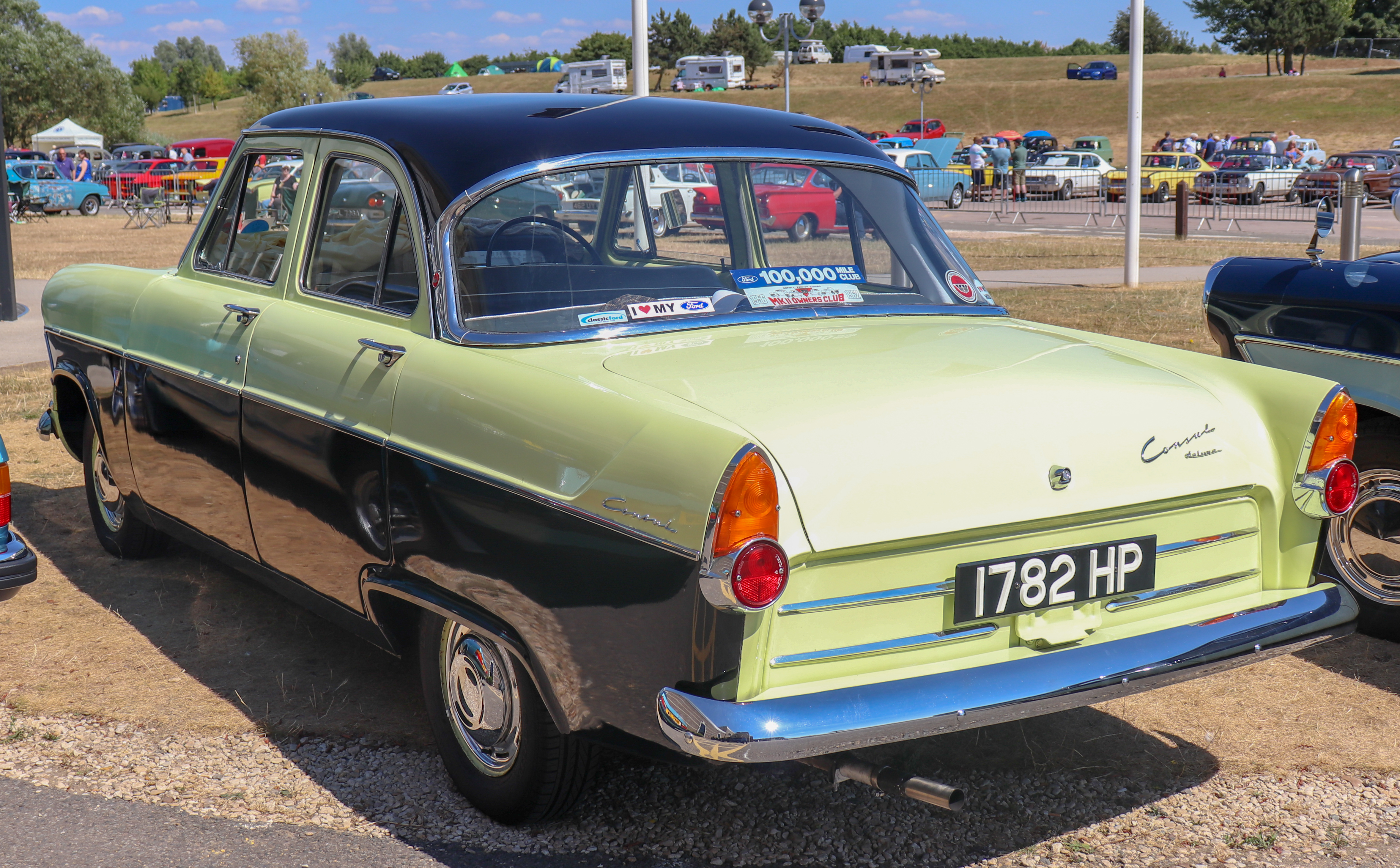
Ford Consul Mark II (Lowline)
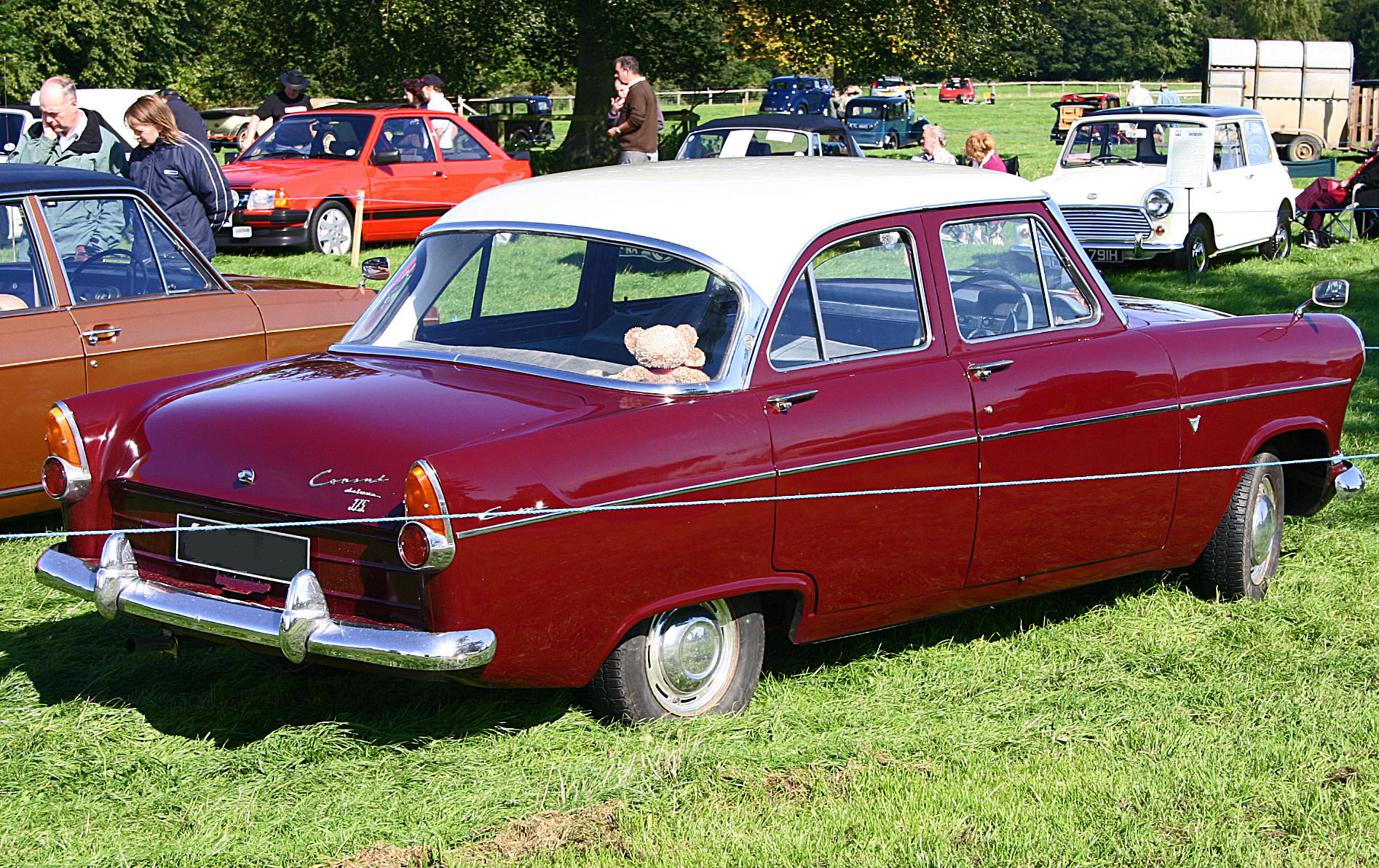
Les modèles ultérieurs ont été appelés le Consul 375
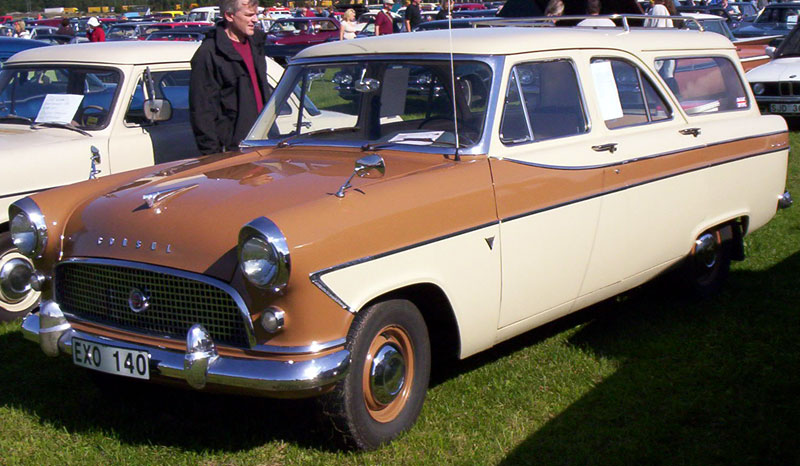
Ford Consul Mark II Farnham Estate
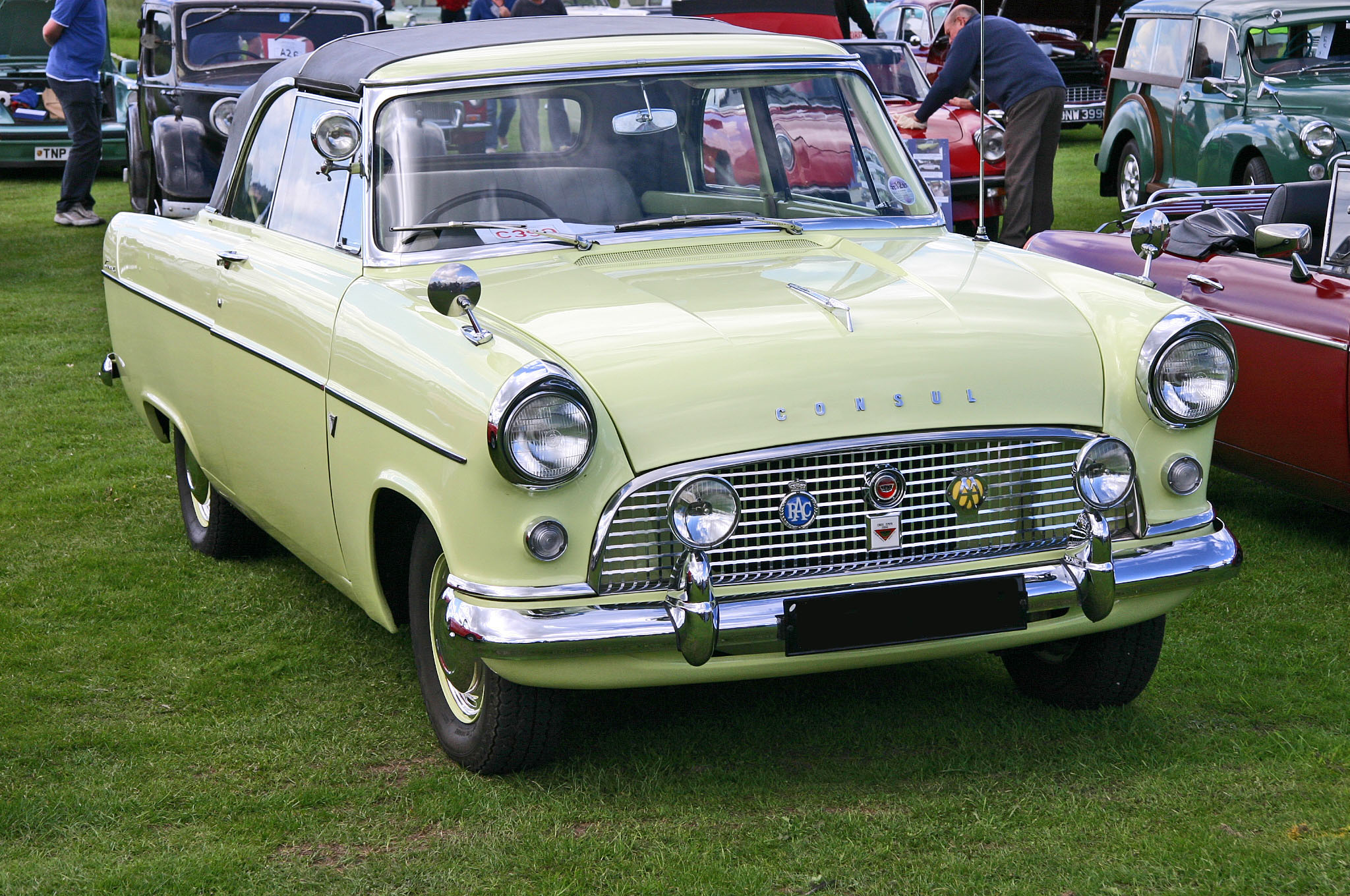
Carbodies Ford Consul Convertible
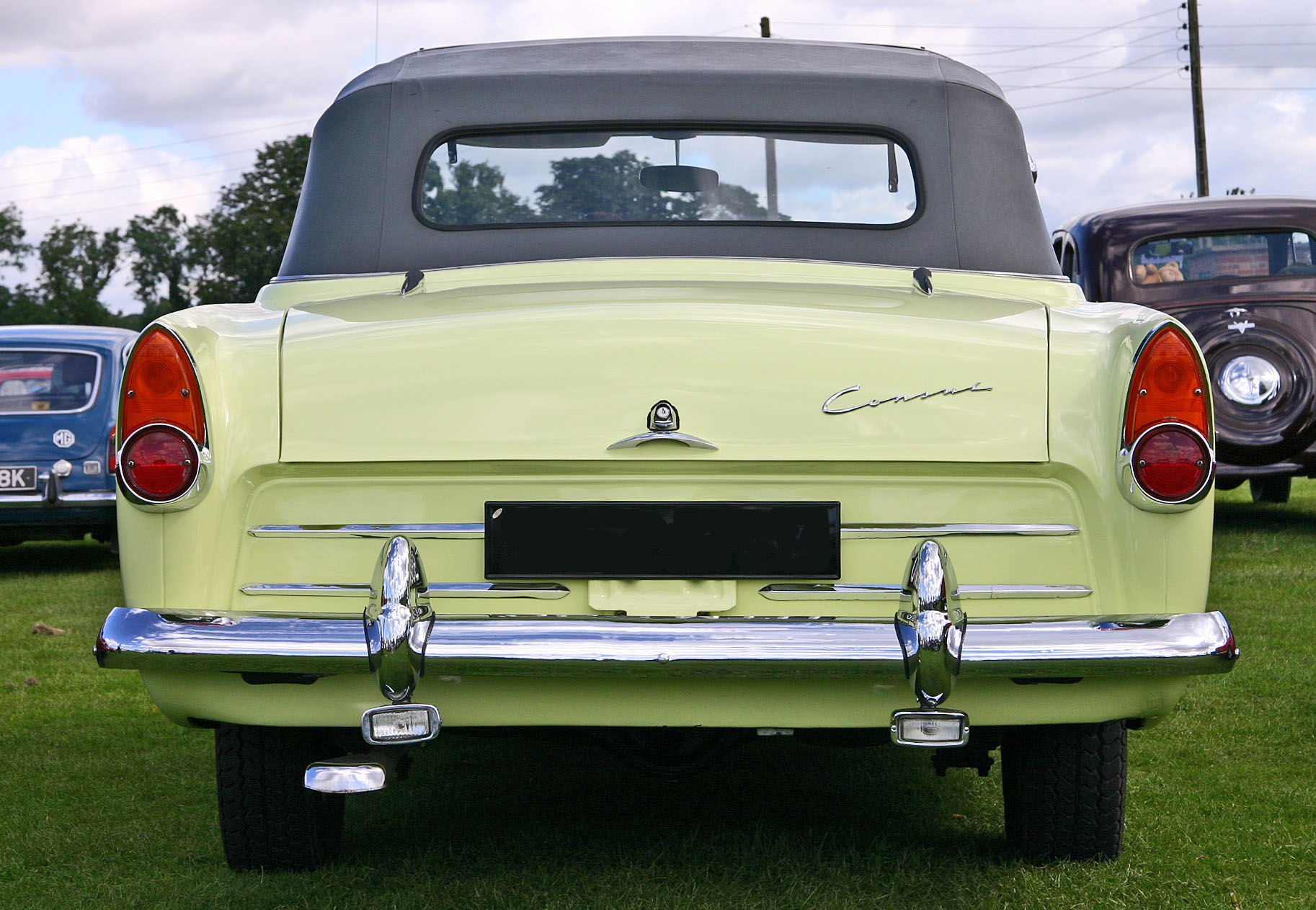
Carbodies Ford Consul Cabriolet

## Ford Consul (sur base de Granada Mark I) (1972-1975)
Article principal: Ford Granada (Europe)
Le nom Ford Consul a été relancé en avril 1972 pour les variantes à bas prix et aux spécifications inférieures de la nouvelle Ford Granada. Développées conjointement par Ford Grande-Bretagne et Ford Allemagne, les voitures ont été construites dans l'usine Ford de Cologne en Allemagne de l'Ouest et dans l'usine Ford de Dagenham au Royaume-Uni. Les modèles Consul peuvent être identifiés par une calandre à deux panneaux à mailles croisées par opposition à la calandre horizontale chromée des Granada.
Les modèles Consul, Consul L et Consul GT étaient proposés et étaient disponibles en carrosseries berline deux portes, berline quatre portes, coupé deux portes et break cinq portes. Contrairement à l'ancien Zephyr break, le Consul break a été produit par Ford plutôt que par un entrepreneur extérieur.
Le V4 Essex de 1 663 cm3 et le V4 Essex de 1 996 cm3 avec 77 et 92 ch, respectivement, et un V6 Essex de 2 495 cm3 avec 118 ch (88 kW) étaient les unités de puissance proposées au Royaume-Uni. De plus, la Consul GT était propulsée par le moteur V6 Essex de 2 994 cm3 développant Granada138 ch (103 kW). Parce qu'elle était moins bien équipée que la Granada de même puissance, elle était environ 51 kg  plus légère et par conséquent plus rapide. Fin 1974, le V4 Essex a été remplacé par le moteur Pinto de 2,0 litres.
En Allemagne, la Consul s'est vue proposer un choix de moteurs Ford de fabrication allemande, à commencer par le moteur V4 Taunus de 1 699 cm3 de Ford, familier aux conducteurs de la Ford Taunus 17M. Les moteurs quatre cylindres en ligne de 2,0 litres et V6 Cologne de 2,3 litres étaient également disponibles.
Le nom Consul a été abandonné fin 1975 après que la Cour d'appel du Royaume-Uni ait statué que le groupe Granada ne pouvait pas empêcher Ford d'enregistrer le nom Granada en tant que plaque signalétique. Le nom Granada a ensuite été appliqué à tous les modèles.

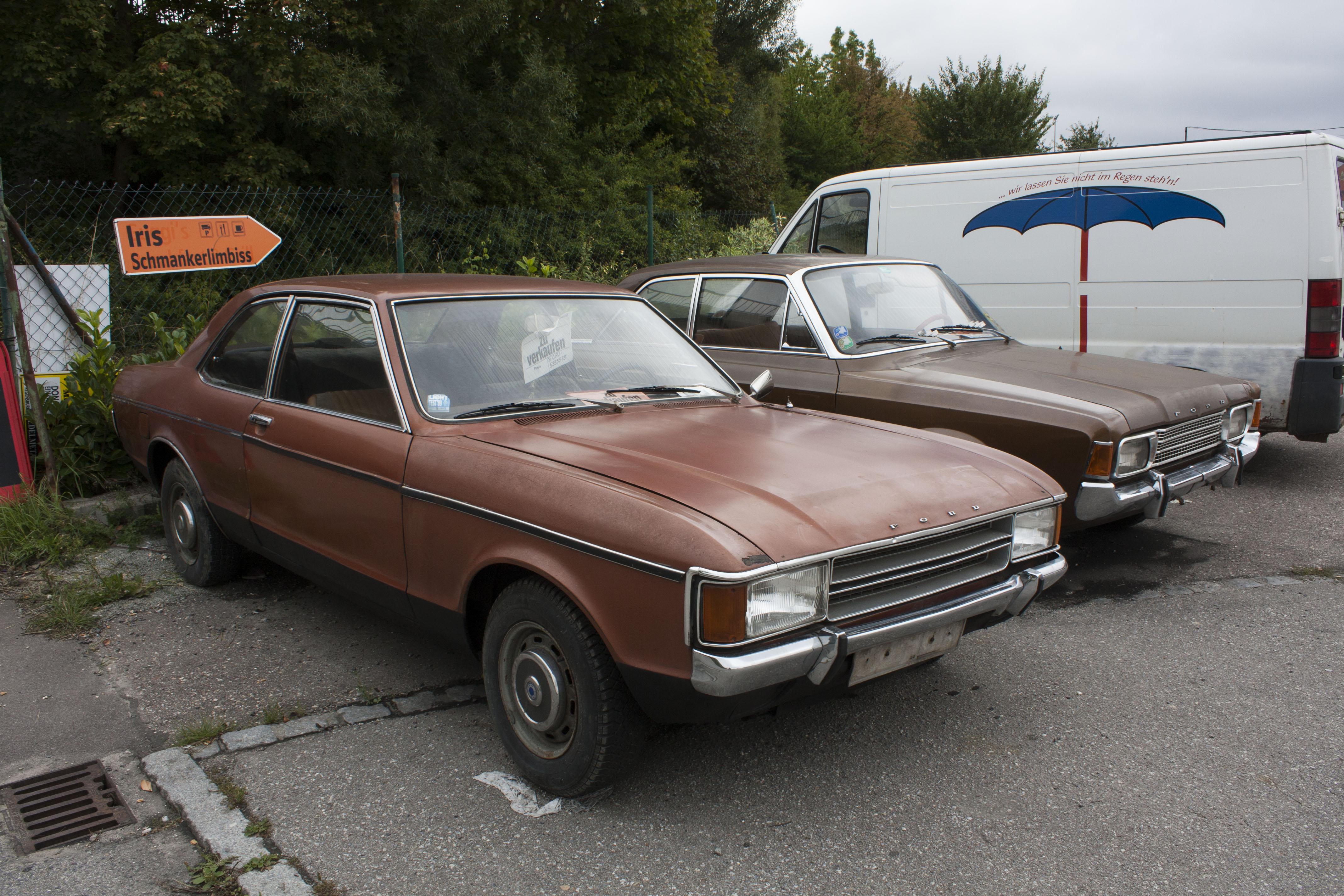
Ford Consul berline deux portes
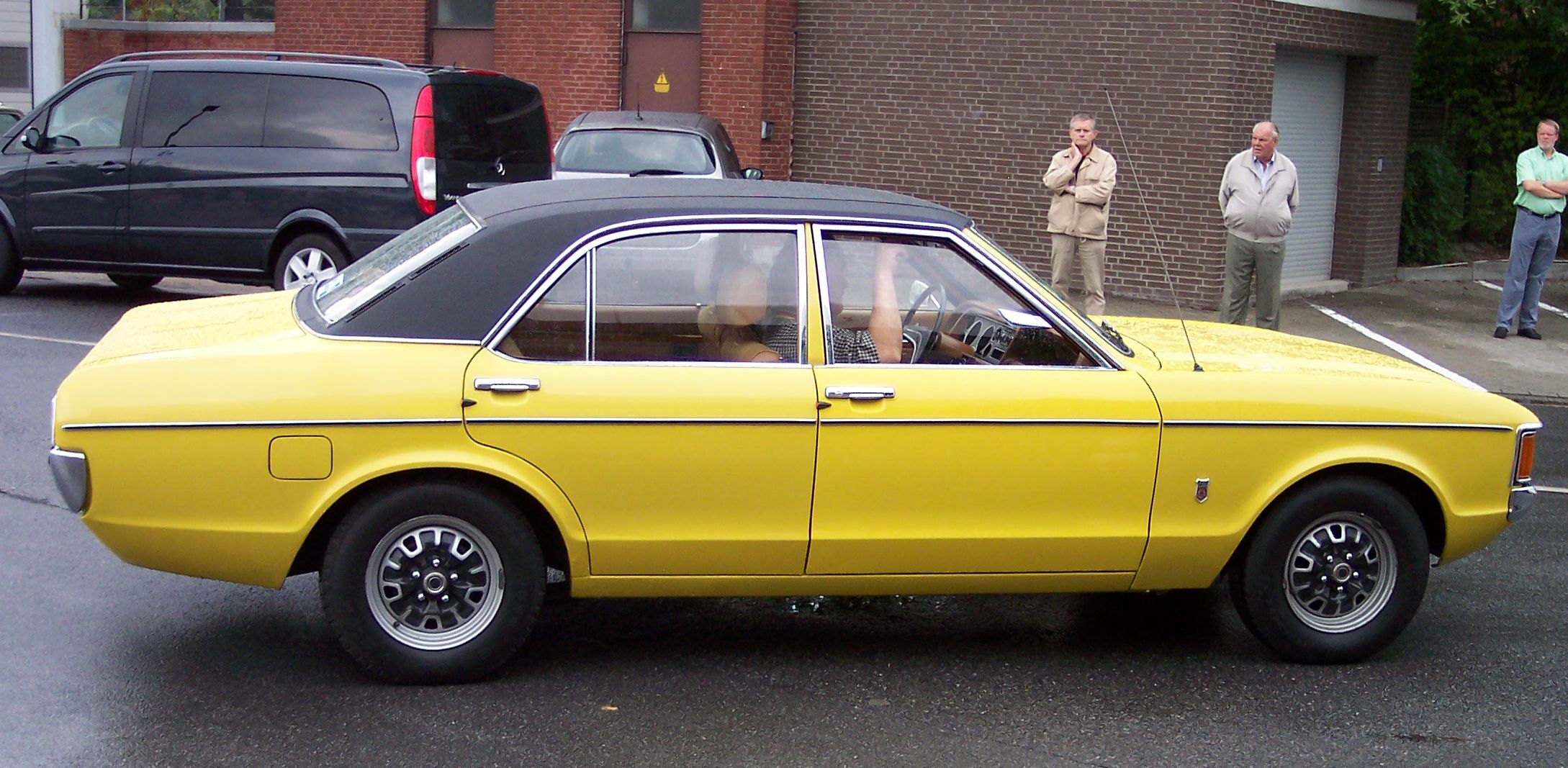
Ford Consul GT berline quatre portes
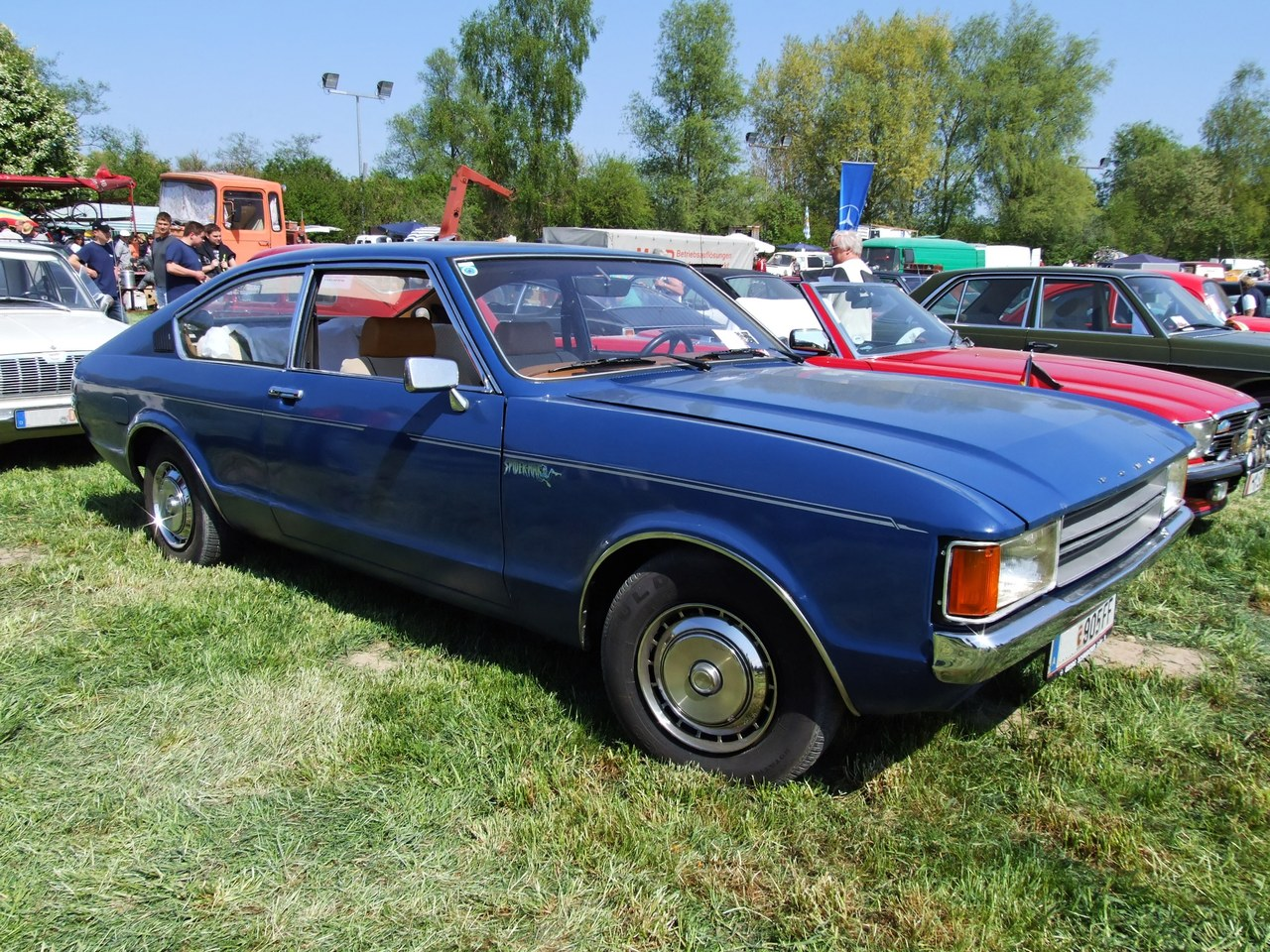
Ford Consul L coupé
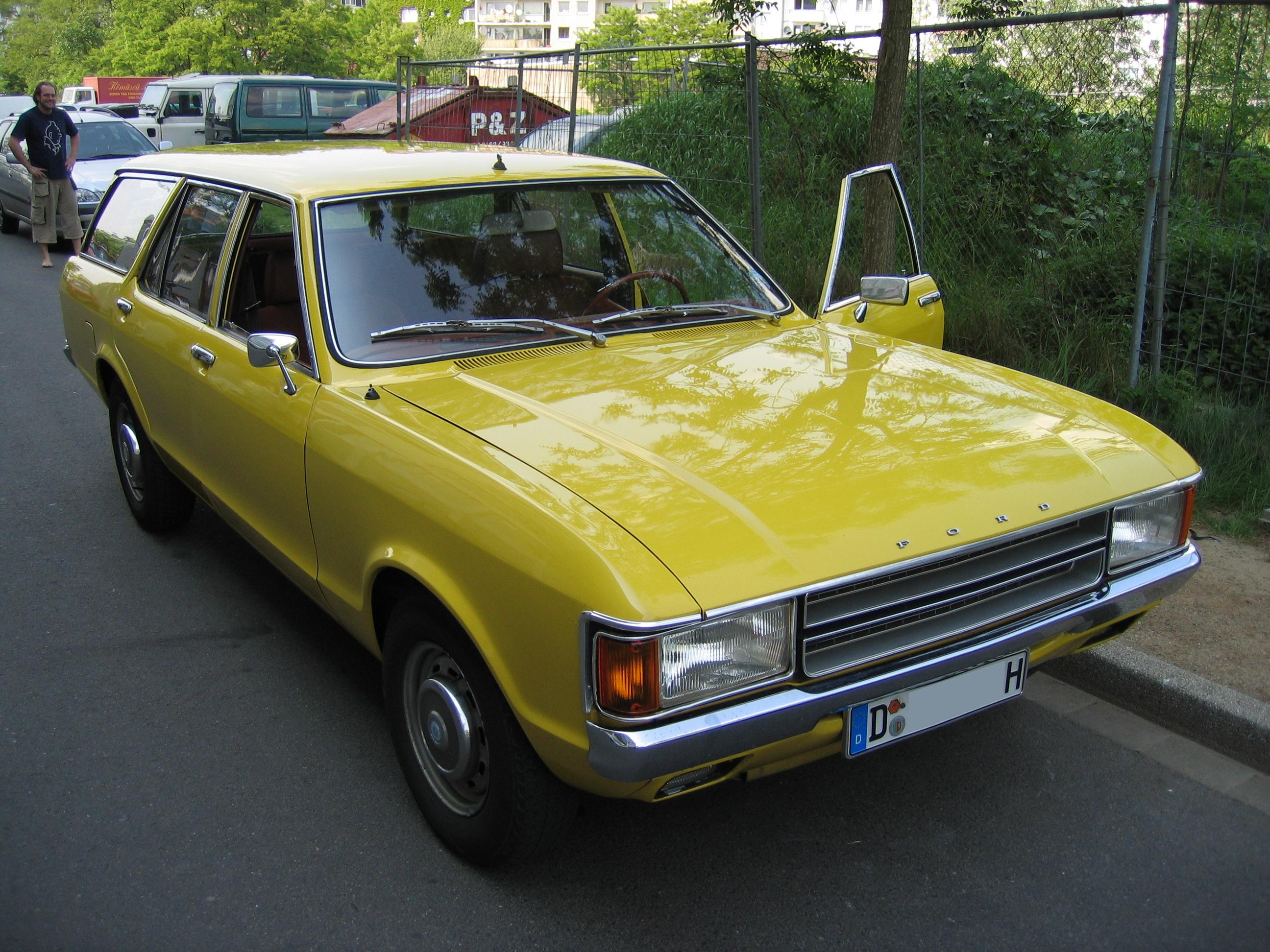
Ford Consul estate

## Dans la culture populaire
- Le chanteur américain Eddie Cochran trouva la mort dans un taxi Ford Consul Mark II de 1960, et non, contrairement aux idées reçues, dans un taxi Londonien.
- La Consul Mk III GT 3,0 L est la voiture principale des trois premières saisons de la série Regan (The Sweeney) (1974 - 1978 Euston Films).
- Une Consul Mk II décapotable blanche apparaît sur la couverture de l'album Don't Give a Monkey's... de 1979 de Chas & Dave.
- Une Consul Mk II Lowline apparaît sur la couverture du single Petrol de 1994 d'Ash.